# 3-etil-2,4-dimetilhexano
El 3-etil-2,4-dimetilhexano es un alcano de cadena ramificada con fórmula molecular C10H22.